# Калиновская (станция метро)
«Калиновская» (ранее «Баки́нских Комисса́ров») — планируемая станция Екатеринбургского метрополитена. Станция должна стать первой станцией 2-й очереди линии «Север-Юг», однако по состоянию на начало 2024 года сроки строительства станции официально не определены (называются лишь примерные сроки). Станция должна стать транспортным узлом для строящегося рядом торгового центра.
Согласно генеральному плану города Екатеринбурга на период до 2045 года станция будет располагаться в районе транспортно-пересадочного узла, образуемого перекрёстком улиц Проспект Космонавтов — Бакинских Комиссаров. Транспортный узел будет перехватывать транспортные потоки из городов Верхняя Пышма и Среднеуральск, строящихся жилых районов Молебка (Антенные поля) и Северный (ЖК «Изумрудный Бор»), а также из городских округов вдоль трассы Р352 в направлении центральных районов города и жилых районов Уралмаш и Эльмаш.
Планируемое месторасположение станции находится в зоне активного жилищного строительства. В частности, объём запланированного к строительству жилья только севернее станции превышает 6 млн кв. м.

## История

### Ранние предпроектные предположения
Решение о строительстве здесь перспективной станции «Бакинских Комиссаров» было принято ещё в 1978 году в качестве перспективы, в рамках подготовки технико-экономического обоснования строительства 1-й линии метрополитена.
Несмотря на то, что станция была включена в план свердловского метростроя, строить станцию в 1980-х годах планировалось лишь в рамках второй очереди строительства 1-й линии, уже после завершения строительства следующей линии «Запад» — «Восток».

### 2000-е — 2020-е годы
Согласно градостроительному обеспечению генерального плана г. Екатеринбурга, принятому в 2004 году, станция «Бакинских Комиссаров» должна была быть построена до 2015 года в числе 12 новых станций метрополитена, однако в связи с недостаточным объёмом финансирования строительства метрополитена этот срок впоследствии был сорван. Впоследствии администрация города отказалась от строительства станции в пользу второй ветви метро, хотя станция до начала 2014 года отображалась на официальном сайте екатеринбургского метрополитена в качестве «перспективной» и по-прежнему остаётся в числе станций метрополитена, чьё строительство предусмотрено действующим генпланом развития города.
В 2012 году появилась информация, что девелопер ТЦ «Veer Mall» ARCHITECTORgroup планирует за свои средства возвести станцию метро для привлечения населения к ТЦ. Однако девелопер в итоге принял решение в пользу строительства Верхнепышминского трамвая вместо строительства станции метро.
На начало 2024 года станция «Калиновская» (под названием «Бакинских Комиссаров») по-прежнему остаётся в числе станций метрополитена, чьё строительство предусмотрено действующим генпланом развития города до 2045 года (в редакции, утверждённой 01.06.2023 года)
В 2024 году от лица девелопера ЖК «Изумрудный Бор» компании УГМК был сделан ряд заявлений, свидетельствующих о планах строительства станции метро (под новым названием «Калиновская»). Предположительно станция появится на Эльмаше через 2–3,5 года после анонса. Продление метро до ТРЦ Veer Mall обойдётся в 12–15 миллиардов рублей, а до границы с Верхней Пышмой — 25 миллиардов рублей. Представитель девелопера прокомментировал обоснование продления первой ветки метро на север так: «Мы понимаем перспективы развития микрорайона „Изумрудный бор“, утверждена документация и там практически 1,2 млн м², есть возможность увеличивать застройку в районе дублера проспекта Космонавтов, который проектируется и будет строиться. Также там антенные поля и перспектива развития района — 5 млн кв. м». Проект по заявлению главы департамента экономики мэрии Екатеринбурга Алексей Прядеина находится в переговорной стадии.